# Томисато
Томисато (яп. 富里市 Томисато-си) — город в Японии, находящийся в префектуре Тиба. Площадь города составляет 53,91 км², население — 49 961 человек (1 августа 2014), плотность населения — 926,75 чел./км².

## Географическое положение
Город расположен на острове Хонсю в префектуре Тиба региона Канто. С ним граничат города Нарита, Ятимата, Самму и посёлки Сисуи, Сибаяма.

## Население
Население города составляет 49 961 человек (1 августа 2014), а плотность — 926,75 чел./км². Изменение численности населения с 1980 по 2005 годы:
| 1980 | 23 315 чел. |  |
| 1985 | 33 291 чел. |  |
| 1990 | 42 852 чел. |  |
| 1995 | 48 666 чел. |  |
| 2000 | 50 176 чел. |  |
| 2005 | 51 370 чел. |  |

## Символика
Деревом города считается Prunus jamasakura, цветком — шалфей сверкающий.